# Hamartoma
El hamartoma (del griego ἁμαρτία amartía ‘error’ y el sufijo -ma), es una proliferación de células diferenciadas maduras que son nativas del órgano en que se desarrolla, pero que se disponen y crecen de manera desorganizada, alcanzando en ocasiones gran tamaño. Adoptan la forma de un nódulo semejante a un tumor benigno, aunque se consideran una malformación y no un tumor. Los hamartomas pueden ser únicos o múltiples y desarrollarse en cualquier órgano del cuerpo, como el pulmón, corazón, hígado, riñón, ojo y piel. A menudo pasan inadvertidos cuando afectan a órganos internos, pues crecen al mismo ritmo que los tejidos circundantes, no se diseminan como los tumores malignos, y solo en raras ocasiones produce síntomas por compresión de estructuras adyacentes o secreción de hormonas, como en el hamartoma hipotalámico.

## Hamartoma pulmonar

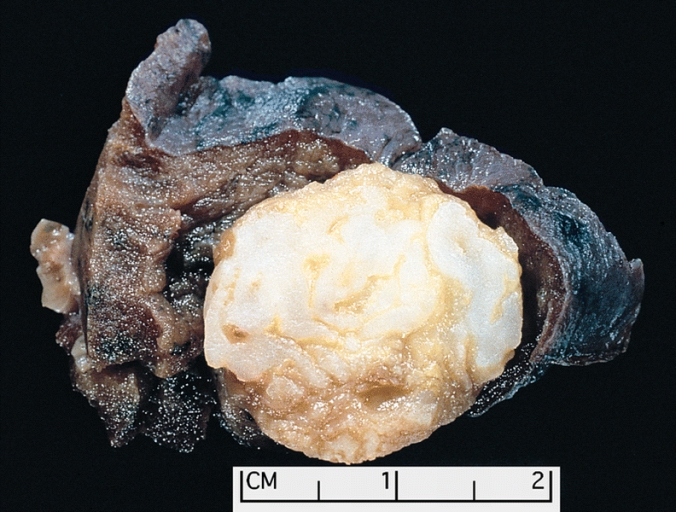
Hamartoma del parénquima pulmomar. El pulmón circundante se halla separado de la masa tumoral bien delimitada. El hamartoma muestra una apariencia variopinta amarilla y blanca, la cual corresponde respectivamente a grasa y cartílago.

Los hamartomas constituyen la tumoración benigna más frecuente en el pulmón. Suelen ser de pequeño tamaño, generalmente entre 1 y 2 cm, habitualmente no provocan síntomas. En casos excepcionales alcanzan tamaños considerables de hasta 9 cm de diámetro.
Aproximadamente del 5 al 8% de todos los nódulos pulmonares solitarios y el 75% de todos los tumores pulmonares benignos son hamartomas. Casi siempre surgen del tejido conectivo y generalmente están formados por cartílago, tejido conectivo y células grasas, aunque pueden incluir muchos otros tipos de células. La gran mayoría de ellos se forman en el tejido conectivo en el exterior de los pulmones, aunque alrededor del 10% se forman en las profundidades del revestimiento de los bronquios. Pueden ser preocupantes, especialmente si se encuentran en la profundidad del pulmón, ya que a veces es difícil hacer la importante distinción entre un hamartoma y una neoplasia maligna pulmonar. Una radiografía a menudo no proporcionará un diagnóstico definitivo, e incluso una tomografía computarizada (TC) puede ser insuficiente si el hamartoma carece del cartílago y las células grasas típicas. Los hamartomas pulmonares pueden tener calcificaciones parecidas a las palomitas de maíz en la radiografía de tórax o en la tomografía computarizada.
Los hamartomas pulmonares son más comunes en hombres que en mujeres, y pueden presentar dificultades adicionales en los fumadores.
Algunos hamartomas pulmonares pueden provocar síntomas al comprimir el tejido pulmonar circundante. Cuando es preciso, se tratan mediante resección quirúrgica, con un pronóstico excelente: en general, el único peligro real es la posibilidad de complicaciones quirúrgicas.

## Hamartoma cardiaco
Es muy infrecuente, puede localizarse en el miocardio de las aurículas o ventriculos del corazón. Está formado mayoritariamente por células musculares (miocitos), en alguna ocasiones pueden provocar síntomas por alterar el ritmo cardiaco normal desencadenando arritmias.

## Hamartoma abdominal
Los hamartomas abdominales son poco frecuentes y derivan generalmente de restos embrionarios, suelen ser formaciones quísticas o multiquísticas localizadas detrás del peritoneo (retroperitoneales) que aparecen como masas abdominales en mujeres de mediana edad, a veces son de gran tamaño, pero apenas ocasionan síntomas. También pueden localizarse en un órgano concreto, por ejemplo en el hígado o el bazo, esta última localización puede causar complicaciones por rotura del órgano. Un tipo de hamartoma que se desarrolla en el riñón es el angiomiolipoma renal que, aunque es una formación benigna, puede poner en peligro la vida si se produce la ruptura espontánea. El hamartoma mesenquimal del hígado representa entre el 5 y el 8% de los tumores pediátricos y es el segundo tumor benigno de hígado por su frecuencia, en ocasiones se diagnostica también en adultos, puede adoptar un aspecto quístico o sólido. El microhamartoma biliar, también llamado complejo de Von Meyenburg está formado por conductos biliares dilatados anómalos que no tienen comunicación con las vías biliares principales.

## Hamartoma hipotalámico
Se localizan en el hipotálamo y a diferencia de otros tipos de hamartomas, sí ocasiona sintomatología. Provoca epilepsia gelástica y debido a la secreción de hormona luteinizante constituyen una causa común de pubertad precoz verdadera, tanto en niños como en niñas.

## Hamartoma ocular
Los hamartomas localizados en el iris se llaman nódulos de Lisch y constituyen una manifestación típica de la neurofibromatosis tipo 1. También pueden aparecer en la retina, en este caso son pequeñas masas de escaso o nulo crecimiento que en ocasiones provocan síntomas oculares, por ejemplo disminución del campo visual, se asocian a la esclerosis tuberosa.

## Hamartoma dental
El hamartoma dental suele designarse como odontoma y está compuesto de tejido dental que ha crecido de forma irregular. Existen dos variedades: odontoma complejo y odontoma compuesto.

## Hamartoma cutáneo
Según el elemento histológico afectado, los hamartomas de la piel, pueden ser epidérmicos, conectivos, lipomatosos, anexiales o angiomatosos. Dentro de cada grupo, existen diversas formas, entre ellas el nevus epidermal verrucoso, el nevus comedoniano, el hamartoma del músculo liso congénito por desarrollo anómalo del músculo piloerector, el hamartoma de Becker o melanosis de Becker que consiste en manchas grandes oscuras en la piel cubiertas de pelo que se localizan preferentemente en los hombros y el nevus lipomatoso superficial formado por adipocitos maduros.

## Hamartoma de mama
Son tumoraciones mamarias benignas poco frecuentes, tienen consistencia firme y límites netos, existe la posibilidad de que un hamartoma de mama se malignice, pero es extremadamente infrecuente.

## Hamartoma lingual
Los hamartomas linguales son muy raros. Se localizan en línea media, y parecen relacionarse con los denominados síndromes oro-facio-digitales. Su origen parece radicar en un defecto de fusión de líneas embriológicas.

## Hamartoma de nervios periféricos
Es muy poco frecuente. Consiste en una proliferación de tejido fibroso y tejido graso que afecta a los nervios periféricos y puede dar síntomas por compresión del nervio afectado. La localización más habitual de este tipo de hamatroma es el nervio mediano.

## Síndromes de poliposis hamartomatosas
Dentro de esta denominación se incluyen varias enfermedades de origen genético que pueden causar la aparición de pólipos en el intestino y otras localizaciones. Se incluyen las siguientes:
- Síndrome de Cowden. También llamado síndrome de hamartomas múltiples, es una enfermedad de origen genético que se transmite según un patrón autosómico dominante y se caracteriza por la aparición de múltiples hamartomas en diferentes localizaciones, principalmente tiroides, mama, tracto gastrointestinal, cerebro y útero.
- Síndrome de Peutz-Jeghers. Enfermedad hereditaria que provoca numerosos hamartomas con aspecto de pólipo en el intestino y lesiones pigmentadas en piel y mucosas.
- Síndrome de poliposis juvenil.
- Síndrome de Cronkhite-Canada.
- Síndrome de Bannayan–Riley–Ruvalcaba.

## Enfermedades asociadas
Otras enfermedades que se asocian con la aparición de hamartomas son la esclerosis tuberosa, la neurofibromatosis y el síndrome de Proteus.